# گناه نخستین (فیلم ۱۹۴۸)
گناه نخستین (آلمانی: Der Apfel ist ab) یک فیلم است که در سال ۱۹۴۸ منتشر شد.